# Igreja de Nercón
A Igreja de Nercón (castelhano: Iglesia de Nercón) é uma igreja católica localizada na localidade de Nercón, comuna de Castro, no Chile. Forma parte do grupo de 16 igrejas de madeira de Chiloé qualificadas como Monumento Nacional do Chile e reconhecidas como Patrimônio da Humanidade pela Unesco.
Integra a diocese de Ancud e sua santa patrona é Nossa Senhora das Graças.